# Michaeloplia plagulata
Michaeloplia plagulata är en skalbaggsart som beskrevs av Leon Fairmaire 1897. Michaeloplia plagulata ingår i släktet Michaeloplia och familjen Melolonthidae. Inga underarter finns listade i Catalogue of Life.